# 亞當斯維爾 (佛羅里達州希爾斯波羅縣)
亞當斯維爾（英語：Adamsville）是位於美國佛羅里達州希爾斯波羅縣的一個非建制地區。該地的面積和人口皆未知。

## 地理
亞當斯維爾的座標為27°48′53″N 82°23′02″W / 27.81472°N 82.38389°W，而該地的平均海拔高度為2米（即7英尺）。